# Sobowice (Zawadówka)
Sobowice – kolonia wsi Zawadówka w Polsce, w województwie lubelskim, w powiecie chełmskim, w gminie Chełm.
Do 2023 miejscowość była samodzielną kolonią.
W latach 1975–1998 miejscowość administracyjnie należała do województwa chełmskiego.